# 阿马尔-辛
阿马尔—辛（约公元前2046年—约公元前2038年在位）（英語：Amar-Sin）乌尔第三王朝第三任国王。作为舒尔吉的儿子，他的统治是一个安全而繁荣的帝国。